# Белоусово (Харьковская область)
Белоу́сово (укр. Білоусове), село, 
Шелестовский сельский совет,
Коломакский район,
Харьковская область.
Код КОАТУУ — 6323281002. Население по переписи 2001 года составляет 267 (111/156 м/ж) человек.

## Географическое положение
Село Белоусово примыкает к селу Шелестово, в 2-х км расположен пгт Коломак.
К селу примыкают большие лесные массивы (дуб).
Рядом с селом проходит железная дорога, ближайшая станция Коломак на расстоянии в 1 км.

## История
- 1775 — основано как хутор Прогоня.
- 1920 — переименовано в село Белоусово.

## Достопримечательности
- В 3-х км от села находится Коломакское городище.